# Bevaix
Bevaix est une localité de La Grande Béroche et une ancienne commune suisse du canton de Neuchâtel, située dans la région Littoral.

## Histoire
Le site semble avoir été habité depuis le néolithique grâce à la découverte assez récente de pas moins de huit sites lacustres dans les environs, on a également retrouvé un menhir à tête humaine datant de cette période. Entre Bevaix et Cortaillod se dresse le menhir de Vauroux. Des traces d'habitants de la période du Bronze ainsi que des tombes Burgondes ont également été découvertes. L'époque romaine a par contre laissé peu de traces, si ce n'est la création d'un chemin pavé longeant le lac et connu sous le nom de vy d'Etra.
C'est en 998 que remonte la première trace écrite du lieu et que l'abbaye de Bevaix est pourvue de terres par un seigneur nommé Rodolphe qui lui donne un coteau couvert de vignes « pour éviter le courroux de Dieu ». Les actes ne permettent pas définir qui est ce « Rodolphe » mais étant donné qu'à cette époque une abbaye appartenait à la famille du fondateur et que Bevaix relevait des seigneurs de Gorgier ; il semble que Rodolphe appartienne à la famille d'Estavayer alors seigneur de Gorgier.
Dans l'acte de donation Rodolphe précisait donner à ce monastère situé sur la rive du lac d'Yverdon, :

« ...la manse (quantité de terre que l'on peut cultiver avec deux bœufs dans le courant d'une année) de Chunibert, avec toutes ses dépendances, située dans la vallée de Bevaix, la manse de Girald, celles d'Airold, de Dominic, d'Adelbert, de Costabule, de Martin, avec leurs dépendances. Je lui donne toutes les choses que je possède depuis la limite du chemin public qui est auprès du monastère jusqu'au ruisseau de Currive, et de ce cours d'eau au lac et à la limite de la montagne qui se partage en deux. De même le vignoble qui est au-dessus de l'église et qui se termine à la pierre danc le lac et à Mont-Pertuis ; ce que je tiens dans le lieu-dit aux Oches et dans le village qui s'appelle Brot et le territoire que je possède depuis la limite des Casiles jusqu'à la montagne de Noire-Aigue. Je donne aussi au prédit monastère l'église dédiée à Saint Martin et le village du même nom avec ses dépendances. Je lui donne de plus les serfs qui se nomment comme suit : Girald et Ingeltrude, sa femme, Constatin et Cirard, sa femme, Vendalen et sa femme, Soforin et sa femme, Costabule et sa femme Richilde, Ayroald et sa femme, tous avec leurs enfants, Adalbert et sa mère, Ayulf et Raynulf avec leur mère, Béricor et Gausmar, Oubald Pétrus, de même Oubald et Constantin, Berchilde, Ambuina, femme de Dominic, Ermengarde, Gisbert, Ermintrude, femme du bon fils, Betvuira, Allon et son frère Teudin, Dominic, Olduric, Ermentrude, Alboen, Martin, tous avec leurs femmes et leurs enfants »

Par son acte, Rodolphe remet le monastère entre les mains d'Odilon de Cluny, qui fait venir des religieux de Payerne, et déclare que l'un de ses héritiers aura l'avocatie (fonction d’avocat, de protecteur) du monastère après son décès. Néanmoins le monastère n'aura pas le succès escompté et restera un lieu de peu d'importance habité de quelques rares moines. Par la suite le territoire de ce petit prieuré, qui correspondait déjà aux limites du village actuel, passera aux mains des Seigneurs de Colombiers, eux-mêmes vassaux de ceux de Neuchâtel.
Bien que le village fût déjà mentionné lors de la création du Prieuré, c'est en 1362 seulement que le lieu fut mentionné comme Mairie en parvenant à racheter quelques libertés et droits, notamment la basse justice, aux différents seigneurs des lieux. En 1531 Bevaix se rangera rapidement du côté de la Réforme notamment grâce à l'abandon du Prieuré et soutiendra également la République Neuchâteloise lors de la révolution de 1848.
Frédéric Chambrier, un des descendants d'une famille originaire de France qui portait à l'origine le nom de Girardin, qui assumait la charge de bourgmestre et de conseiller d'Etat de Neuchâtel, éleva le Château de Bevaix, résidence de campagne, grâce aux biens de son épouse Esther Jeanjaquet. Si l'identité de l'architecte reste dans l'ombre, la date de la construction (1722) en revanche apparaît visiblement gravée sous le fronton. Frédéric-Alexandre de Chambrier est son arrière-petit-fils.
Dans les années 1960, un contournement du village par une route à trois voies sera construit, permettant d'alléger le trafic traversant le bourg en suivant le tracé de la route cantonale 5. En 2006 le prolongement de l'autoroute A5, en direction de Neuchâtel, raccorde Bevaix au réseau autoroutier suisse grâce aux deux sorties qui permettent de joindre la localité.
Aujourd'hui, Bevaix compte 3 809 habitants.

## Géographie

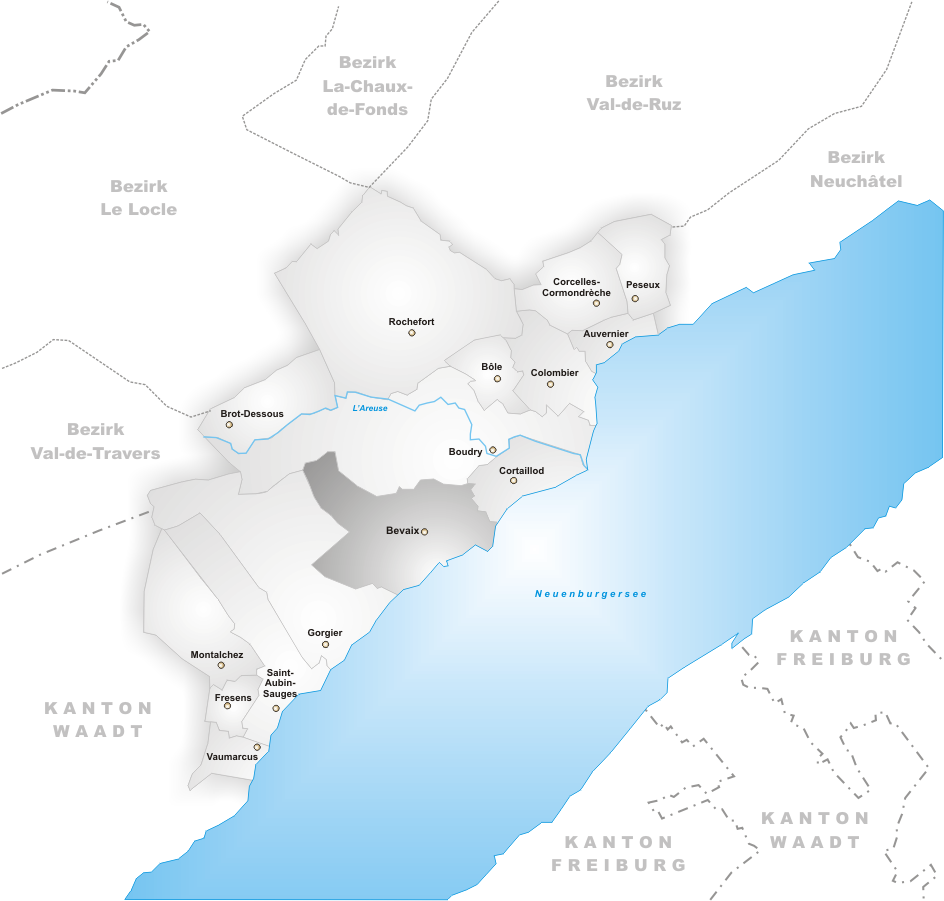
Situation de l'ancienne commune de Bevaix.

Vue aérienne (1954).

Bevaix se situe sur le plateau du même nom au-devant d'une petite cuvette anciennement marécageuse du district de Boudry.

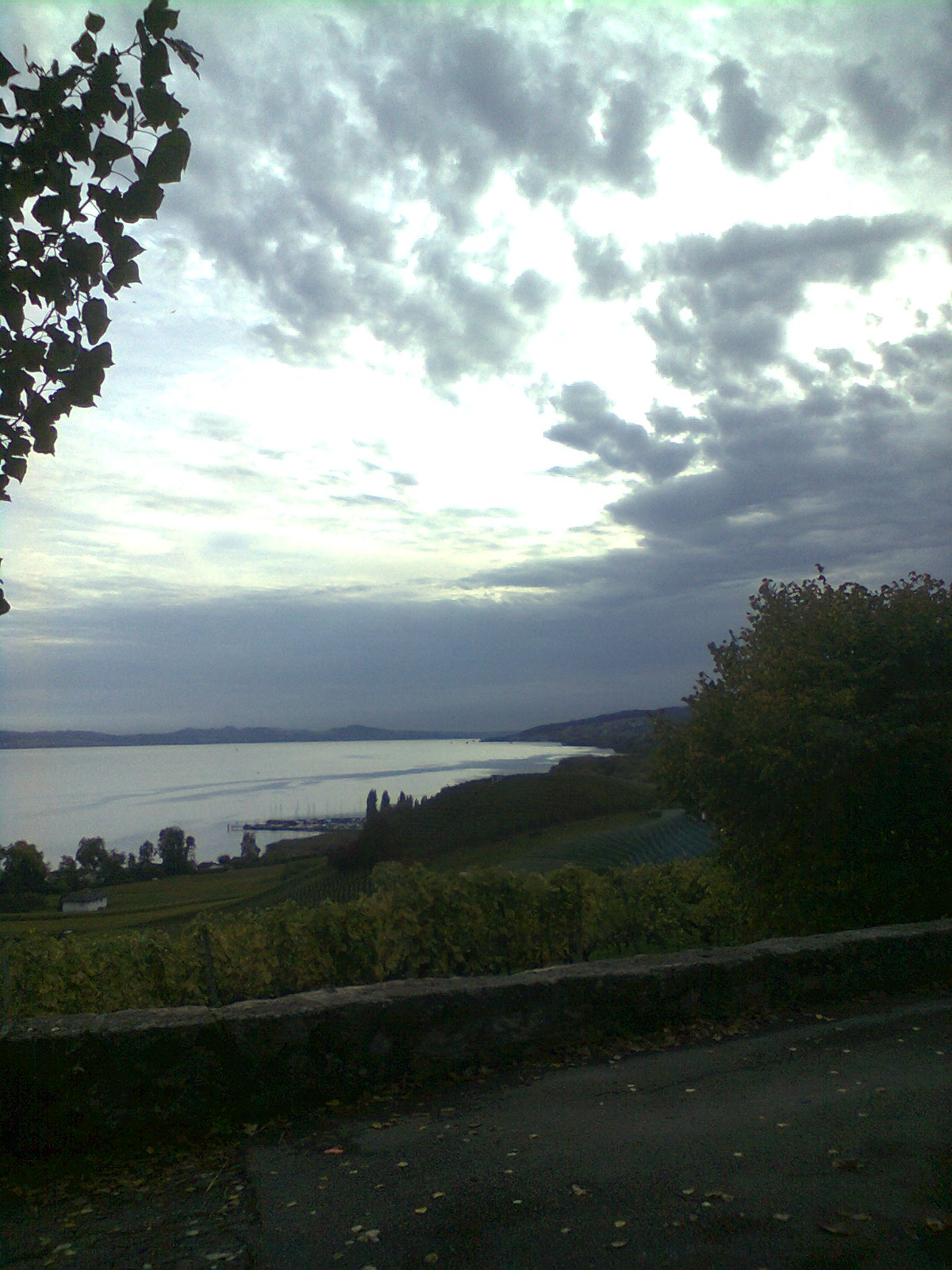
Plage de Bevaix.

De manière générale, on peut découper le territoire de l'ancienne commune de Bevaix en trois zones distinctes, le littoral et ses vignobles pentus, le plateau et enfin la zone montagneuse grimpant à l'assaut du Jura jusqu'à son sommet.
La partie proche du lac de Neuchâtel est ainsi principalement réservée aux vignobles ainsi qu'à une zone résidentielle située aux alentours du port du village. Cette partie excentrée est physiquement séparée du centre du village par une cuvette servant à l'agriculture et qui fut autrefois un marécage.
Le village historique est construit au pied du Jura et s'étale quelque peu le long de son flanc tout en partant également à l'assaut de ses pentes jusqu'au chemin du signal où se situent les derniers champs avant le début de la forêt jurassienne qui s'étend de manière continue jusqu'à la frontière supérieure de la commune.
L'ancienne commune de Bevaix était limitrophe de Boudry, Cortaillod et Gorgier. Le 1er janvier 2018, Bevaix fusionne avec les communes de Saint-Aubin-Sauges, Gorgier, Vaumarcus, Montalchez et Fresens pour donner naissance à la commune de La Grande Béroche.

### Superficie
Bevaix mesure 10,78 km2. 18,2 % de cette superficie correspond à des surfaces d'habitat ou d'infrastructure, 34,0 % à des surfaces agricoles, 47,1 % à des surfaces boisées et 0,7 % à des surfaces improductives.

### Altitude
L'altitude minimum de Bevaix, le long du lac, est à 429 m, alors que le point le plus élevé se trouve à la petite Ecoeurne, au-dessus des rochers du Miroir, au Nord de la Fruitière de Bevaix, à 1 335 m.

## Transport
Le village est situé sur l'axe Yverdon - Neuchâtel et est contourné par l'autoroute A5 dont deux sorties : Bevaix-est et Bevaix-ouest/Boudry permettent de rejoindre le village.
La commune dispose également d'une gare située sur la ligne de chemin de fer du Pied-du-Jura desservie toutes les heures. Les trains à destination des autres cantons ne s'y arrêtent toutefois pas à l'exception des heures de pointe, si bien que les habitants doivent d'abord se rendre à Neuchâtel s'ils souhaitent sortir du canton.
Quatre arrêts de la ligne de bus 612 (Yères, Bevaix centre, Jonchères et Chauvigny), répartis le long de la RC5, permettent de rejoindre Gorgier-Saint-Aubin ou Boudry d'où le tram 215 permet de se rendre à Neuchâtel.
Enfin, de mai à octobre, un service par bateau dessert quelques fois par jour le port de Bevaix par la ligne Yverdon - Estavayer-le-Lac - Neuchâtel.

## Infrastructures et vie villageoise
Bevaix dispose de plusieurs infrastructures dans les domaines de l'éducation, des loisirs et de la sécurité.
Ainsi se trouvent dans la localité une école primaire ainsi qu'une école enfantine. Pour les plus grands, un centre d'accueil nommé « local des jeunes » a été mis en place.
Un terrain de foot, occupé par le FC Bevaix, un terrain de basket, une piste de 100 m, une salle de gym occupée par l'UHC Bevaix (club de unihockey)   et la FSG Bevaix (société de gymnastique), sont également présents dans le village. On compte également un stand de tir, un manège au lieu-dit de Treygnolan et un centre de séminaire et de jeunesse situé non loin du village, à La Rouvraie. Bevaix dispose également d'une piste Vita, d'une plage, de plusieurs places de jeux et d'un port de plaisance.
De plus, la commune dispose de ressources en eau potable de qualité qui ont intéressé Nestlé en 2002.

## Politique
Avant la création de la commune de La Grande Béroche, Bevaix disposait d'un Conseil général est composé de 31 membres élus au suffrage universel, selon le principe de la représentation proportionnelle, pour une période de quatre ans, et d'un Conseil communal composé de 5 membres élus par le Conseil général pour la même durée.

## Population

### Gentilé et surnom
Les habitants de la localité se nomment les Bevaisans.
Ils sont surnommés les Margous, soit les matous en patois neuchâtelois, et les Tâqueurs (lé Tâcoï), soit les bavards.

### Démographie
Bevaix compte 3 784 habitants fin 2022. Sa densité de population atteint 351 hab./km2.
Le graphique suivant résume l'évolution de la population de Bevaix entre 1850 et 2008 :

## Personnalités liées à la commune
- Alice de Chambrier (1860-1882), poétesse suisse romande.
- Willy-André Prestre (1895-1980), romancier et aventurier, décédé à Bevaix.
- Adolphe Ribaux (1864-1915), écrivain suisse romand.